# Union pour un mouvement populaire
Pour les articles homonymes, voir Union pour un mouvement populaire (homonymie), UMP, Union populaire et Union pour la majorité présidentielle.
L'Union pour un mouvement populaire (UMP) est un parti politique français classé du centre droit à la droite de l'échiquier politique.
Fondé sous le nom d’Union pour la majorité présidentielle en vue des élections législatives de 2002, le parti devient quelques mois plus tard l'Union pour un mouvement populaire, gardant les mêmes initiales. Son ambition est de rassembler les différentes tendances de la droite et du centre droit : l’UMP naît ainsi de la fusion en un seul parti du Rassemblement pour la République (RPR), de Démocratie libérale (DL) et du Mouvement des réformateurs (MDR), auxquels se sont associés des partis ayant conservé leur autonomie (FRS, CNIP, Parti radical), tandis que de nombreux parlementaires de l'UDF la rejoignent. Plusieurs personnalités centristes l'ont ensuite quittée, notamment pour former l'Union des démocrates et indépendants (UDI) en 2012.
L'UMP soutient les gouvernements nommés par Jacques Chirac entre 2002 et 2007, puis par Nicolas Sarkozy entre 2007 et 2012. Dans l'opposition à partir de 2012, le parti connaît une succession de crises internes. Redevenu président du parti en 2014, Nicolas Sarkozy fait renommer l'UMP en Les Républicains par une modification de ses statuts en 2015.

## Historique

### Contexte

#### Tendance gaulliste

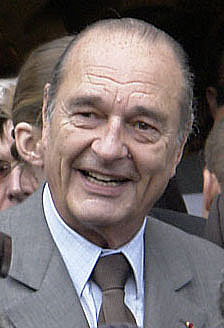
Jacques Chirac, l'un des fondateurs de l'UMP.

La tendance gaulliste est née des mouvements de la Résistance, à la fin de la Seconde Guerre mondiale. Elle est dès ses origines assez composite idéologiquement, son unité résidant avant tout dans le soutien qu'apportent ses membres à la personne du Général de Gaulle. Le gaullisme peut cependant être considéré comme une résurgence démocratique de la tradition bonapartiste de la droite française.
Après l'expérience progressiste de la Nouvelle société menée par son Premier ministre Jacques Chaban-Delmas, le président Georges Pompidou devient l'artisan de l'ancrage du gaullisme à droite de l'échiquier politique. Jacques Chirac, ministre sous la présidence de Georges Pompidou, prend la tête de l’UDR après avoir favorisé l'élection de Valéry Giscard d'Estaing à l’élection présidentielle de 1974. Il fonde le Rassemblement pour la République (RPR) en 1976. Le discours idéologique du parti varie en fonction des circonstances : le RPR défend une ligne travailliste et eurosceptique à la fin des années 1970 puis applique un fort libéralisme économique pendant les périodes de cohabitation. Le parti renoue avec le gaullisme social lors de la campagne présidentielle de 1995 pour finalement mettre en œuvre un mélange de libéralisme et de conservatisme en 1995-1997 une fois Jacques Chirac élu.
Dirigé par intérim par Serge Lepeltier, le RPR reste, au moment de sa fusion au sein de l'UMP, un parti composite, regroupant à la fois des gaullistes « traditionnels », des néo-gaullistes « post-pompidoliens », des libéraux, des conservateurs, des souverainistes et même des gaullistes de gauche.

#### Libéraux et centristes
L'Union pour la démocratie française (UDF), parti de centre droit fondé par le président Valéry Giscard d'Estaing en vue des élections législatives de 1978, comprend pendant longtemps une aile libérale, le Parti républicain (PR), et une aile centriste, principalement représentée par le Centre des démocrates sociaux (CDS). À la suite des élections régionales de 1998, le Parti républicain — devenu Démocratie libérale l'année précédente — soutient les présidents de conseil régionaux élus avec les voix de conseillers Front national, et quitte l'UDF. De son côté, le CDS — devenu Force démocrate — fusionne avec les Adhérents directs, le PRIL et le PPDF au sein de la « nouvelle UDF ».
En 2002, Démocratie libérale rejoint l'UMP, tandis que deux tiers des élus de l'UDF rejoignent le nouveau parti. Ce n'est pas le cas du président de l'UDF, François Bayrou, qui souhaite maintenir l'UDF comme force politique centriste indépendante.

### Lancement et débuts
Issue d'Alternance 2002 puis de l'Union en Mouvement (UEM ; mouvement de soutien à Jacques Chirac qui avait pour ambition de rassembler l'ensemble des forces de droite et du centre), l'UMP est créée le 23 avril 2002 par Jacques Chirac et Alain Juppé, sur le conseil de Jérôme Monod, à la suite du premier tour de l'élection présidentielle et en vue des législatives de la même année, afin d'« unir les forces politiques de toutes les droites ». Elle se nomme d'abord « Union pour la majorité présidentielle » en signe de soutien au président de la République, mais une fois les élections terminées, ce nom perd sa raison d'être et doit donc être changé. Un débat interne a lieu afin de nommer ce nouveau parti. Alain Juppé proposa de nommer ce parti « La Maison Bleue », quand d'autres étaient partisans (les libéraux pour l'essentiel) d'une référence au Parti populaire européen et au Parti populaire espagnol, souvent cité en exemple, et proposèrent de nommer le parti « Union populaire ». Il a été choisi de conserver le sigle alors déjà bien connu des Français, mais de changer la dénomination en « Union pour un mouvement populaire », lors de son congrès fondateur le 17 novembre 2002 au Bourget. Alors que le RPR, DL et Écologie bleue sont dissous à l'intérieur de l'UMP, deux partis fondateurs subsistent en tant que tels : le Forum des républicains sociaux de Christine Boutin et le Parti radical de Jean-Louis Borloo (ce parti quitte l'UMP en 2012 afin de créer l'UDI avec d'autres partis de centre droit).

### 2002-2004: années Juppé

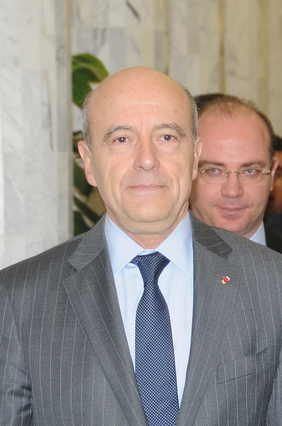
Alain Juppé, président de l'UMP de 2002 à 2004.

Au congrès du Bourget du 17 novembre 2002, Alain Juppé est élu premier président de l'UMP par 79,42 %, devant Nicolas Dupont-Aignan (14,91 %) et trois autres candidats. La participation ne s'élevait qu'à 28,79 %, avec un corps électoral composé des adhérents à jour de cotisation. Le parti permet à Alain Juppé d’entretenir une lutte à distance avec son principal rival à l'intérieur de sa famille politique, Nicolas Sarkozy. Les années 2003 et 2004 constituent l'apogée du combat féroce mené entre chiraquiens et sarkozystes. L'UMP en devient un de ses principaux théâtres. En 2004, ont lieu les premières élections depuis 2002, véritable test pour le gouvernement Raffarin et le parti. Lors des régionales (le parti ne conserve que l'Alsace et la Corse sur les 26 régions), cantonales et européennes, les résultats sont désastreux. La politique gouvernementale est sévèrement sanctionnée. En outre, Alain Juppé est rattrapé par la justice : le 16 juillet 2004, à la suite de sa condamnation dans l'affaire des emplois fictifs de la mairie de Paris, il donne sa démission. Jean-Claude Gaudin assure l'intérim à la tête du parti, en attendant l'élection d'un nouveau président par les adhérents.

### 2004-2012: années Sarkozy

#### 2004-2007: préparation de l’élection présidentielle
Le 28 novembre 2004, au Bourget, élu par 85,09 % des membres du parti face à Nicolas Dupont-Aignan (9,10 %) et Christine Boutin (5,82 %), Nicolas Sarkozy devient le deuxième président de l'UMP. La participation s'élevait à 53,29 %. Pierre Méhaignerie est nommé secrétaire général. Lui permettant de rivaliser à distance avec Jacques Chirac, le nouveau président de l'UMP n'a plus qu'un seul objectif en tête, à savoir l'élection présidentielle de 2007. Malgré l'échec du référendum constitutionnel de 2005, l'UMP bat tous les records d'affluence et d'adhésion. Le mouvement entreprend alors un vaste chantier de modernisation et de réflexion interne, par l'organisation d'une vingtaine de conventions thématiques entre 2005 et 2006, afin d'élaborer le programme de Nicolas Sarkozy et de l'UMP pour les échéances de 2007. Le parti atténue fortement sa référence gaulliste. Seul candidat en lice, Nicolas Sarkozy est désigné candidat de l'UMP à l'élection présidentielle par les militants du parti le 14 janvier 2007. Il est élu président de la République quatre mois plus tard, avec 53,06 %, face à Ségolène Royal. Le 14 mai 2007, deux jours avant son investiture, il démissionne de la présidence du parti. Jean-Claude Gaudin, pour la deuxième fois, assure l'intérim.

#### 2007-2012: présidence de la République

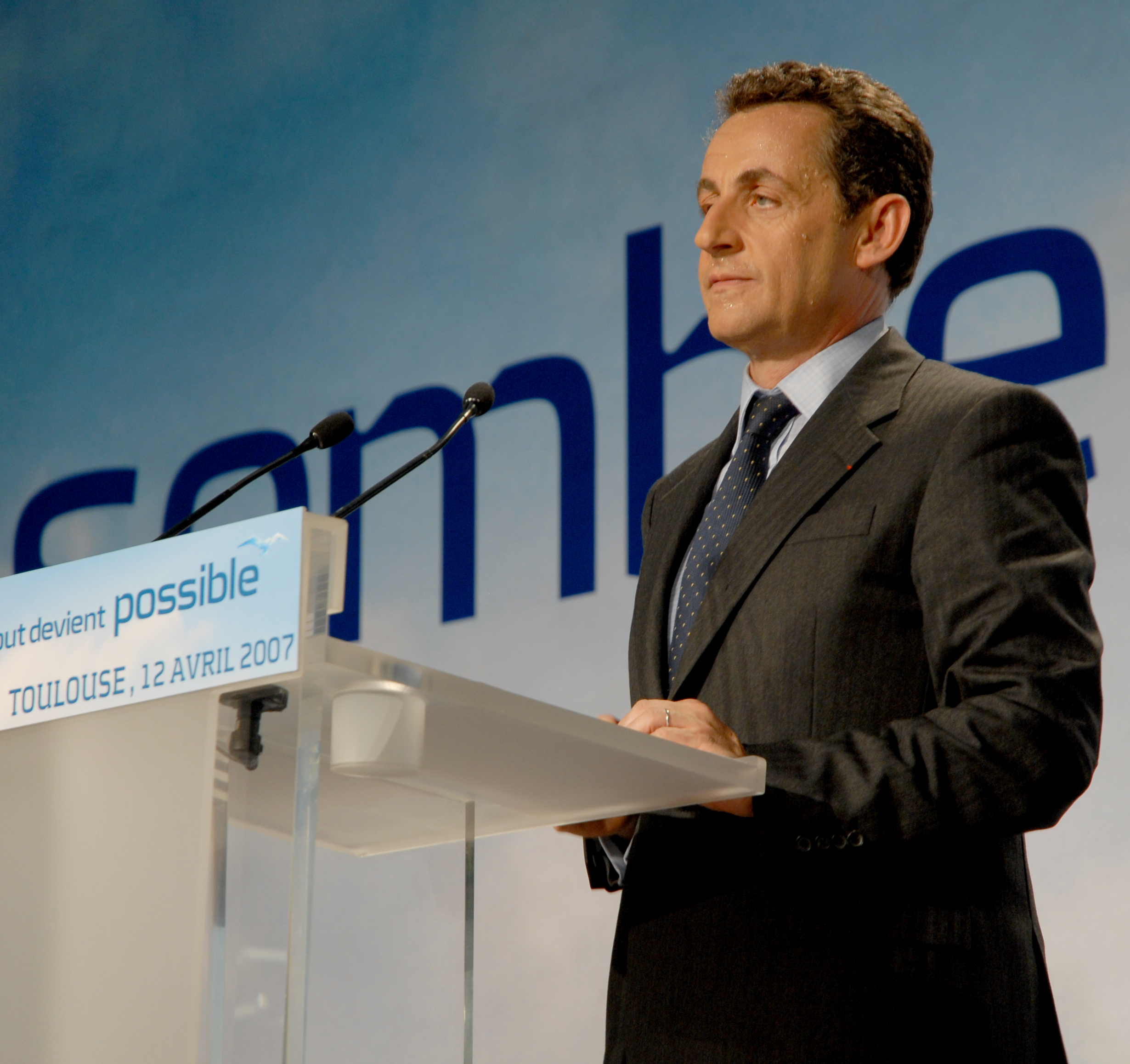
Nicolas Sarkozy, président de l'UMP de 2004 à 2007 et président de la République de 2007 à 2012.

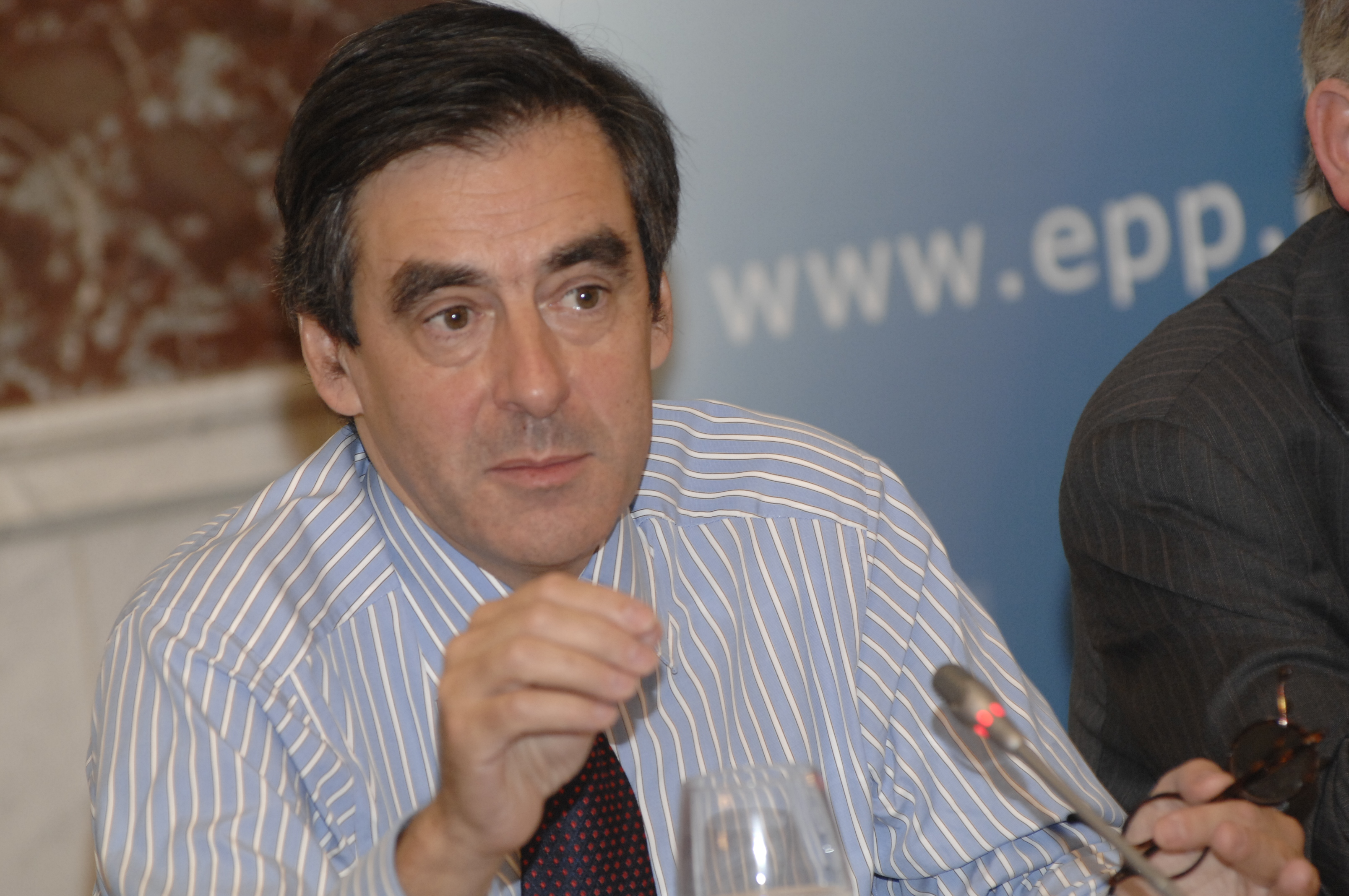
François Fillon, Premier ministre de Nicolas Sarkozy.

Les élections législatives de 2007 ont lieu sur le thème de donner au président les moyens ou non de gouverner. Dès le premier tour de scrutin, le 10 juin 2007, l'UMP réalise des scores très importants, puisque 100 députés de droite sont élus contre 1 de gauche (PS). Au second tour, l'UMP l'emporte largement mais la « vague bleue » attendue n'a pas eu lieu, sûrement à cause du lancement maladroit du sujet sur la TVA sociale. À elle seule, l'UMP obtient tout de même 313 sièges sur 577, soit la majorité absolue. Depuis 1978, c'est la première fois qu'une majorité se succède à elle-même.
À partir de ce moment se pose la délicate question de la succession de Nicolas Sarkozy à la tête de l'UMP. La bataille est lancée entre Patrick Devedjian, proche du président de la République, et Jean-Pierre Raffarin, ancien Premier ministre, développant une image consensuelle. À la sortie d'une réunion du bureau politique, le 25 juin 2007, Jean-Claude Gaudin affirme « [considérer] que, moralement, le président [de l'UMP] reste Nicolas Sarkozy et, par conséquent, [penser] qu'il n'est pas utile d'élire à nouveau un triumvirat comme les statuts l'exigent ». Réuni le 7 juillet 2007, le conseil national de l'UMP adopte à 72 % une réforme des statuts du mouvement instituant une direction collégiale de l'UMP composée d'un pôle législatif (le bureau du conseil national, animé par trois vice-présidents, Jean-Pierre Raffarin, Jean-Claude Gaudin et Pierre Méhaignerie) et d'un pôle exécutif (le secrétariat général, dirigé par Patrick Devedjian assisté de Philippe Cochet et de Dominique Paillé). À la suite des élections municipales et cantonales de 2008, Xavier Bertrand et Nathalie Kosciusko-Morizet sont nommés secrétaires généraux adjoints en lieu et place de Philippe Cochet et Dominique Paillé. Christian Estrosi les rejoint quelques semaines plus tard.
Lors des élections municipales de 2008, si à l'échelle nationale les listes étiquetées « majorité présidentielle » arrivent en tête en nombre de voix et en nombre de sièges, l'UMP et la droite en général perdent un certain nombre de villes importantes. Si après les élections municipales de 2001 elle contrôlait 21 villes de plus de 100 000 habitants sur 39, la droite en perd 10 et n'en gagne aucune. Quant aux cantonales, la gauche qui contrôlait déjà une majorité de départements depuis 2004, en remporte huit de plus, alors que la droite en reprend deux à l'opposition.
Le 5 décembre 2008, Patrick Devedjian est nommé ministre de la Relance économique. Il démissionne aussitôt de son poste de secrétaire général. L'intérim est assuré dans un premier temps par les trois secrétaires généraux adjoints, puis confié à Xavier Bertrand jusqu'au 24 janvier 2009, date à laquelle le conseil national désigne les nouvelles instances nationales et confirme ce dernier à ce poste. En 2009, l'UMP lance sa campagne pour les élections européennes : création d'un site web "créateurs de possibles" par l'agence de publicité Blue Advertainment (destiné à faire le buzz, ce site qualifié par « Facebook de droite » par le médias, se révélant un échec ; organisation d'un meeting à Rueil-Malmaison en présence de François Fillon le 28 avril 2009 ; spots de la campagne audiovisuelle officielle. Cette campagne est caractérisée par le docteur en linguistique Pierre-Yves Modicom, par un déplacement des méthodes de la communication traditionnelle (argumentation politique) au profit du marketing politique (recours au récit). En juin 2009, après sa victoire aux élections européennes, l'UMP lance une grande campagne d'adhésion et de re-adhésion pour ses adhérents.
Lors des élections régionales de 2010, l'UMP conserve l'Alsace et remporte la Réunion et la Guyane, mais perd la Corse.
Jean-François Copé devient secrétaire général de l'UMP le 17 novembre 2010, à la suite du retour de Xavier Bertrand au gouvernement. Les responsables de l'UMP décident de ne pas organiser de primaire pour la présidentielle de 2012, malgré le souhait de certaines personnalités, et de soutenir la candidature de Nicolas Sarkozy pour un second mandat. Le 2 mai 2012, entre les deux tours de scrutin, Jean-François Copé propose la création de « mouvements » internes au parti afin d'éviter un éventuel éclatement du parti en cas d'échec à la présidentielle, tournant le dos selon certains observateurs au schéma du courant unique au service du Président. Il se déclare favorable à la mise en place d'un système de primaires pour l'UMP en 2017.

### 2012-2014: succession de crises internes
Après la défaite de Nicolas Sarkozy à l'élection présidentielle de 2012, l'UMP organise le renouvellement de sa direction, ce qui aboutit à la première crise majeure du mouvement.

#### Départ des radicaux et de certains centristes fondateurs
Les membres du Parti radical de Jean-Louis Borloo reprennent leur indépendance. Le 21 octobre 2012, une assemblée constituante officialise la création de l'Union des démocrates et indépendants (UDI), qui regroupe le Parti radical et divers partis de centre droit (tels que le Nouveau Centre ou l'Alliance centriste), restés indépendants de l'UMP. Ils sont soutenus par Valéry Giscard d'Estaing et Simone Veil, puis, après le scrutin UMP du 18 novembre, par Pierre Méhaignerie, secrétaire général de l'UMP de 2004 à 2007.

#### Congrès disputé de 2012

Jean-François Copé (à gauche) et François Fillon (à droite) revendiquent chacun la victoire à la présidence de l'UMP en novembre 2012.

L'élection du président de l'UMP par les adhérents est prévue pour le 18 novembre 2012. Les candidatures doivent être parrainées par au moins 3 % des adhérents à jour de cotisation, soit 7 924 parrains, dans au moins 10 fédérations différentes. Cette règle de parrainage est un obstacle pour certains candidats, malgré l'autorisation d'accès au fichier des adhérents donnée par la CNIL, et cause le retrait de Dominique Dord en faveur de François Fillon,. C'est pourquoi Bruno Le Maire, Nathalie Kosciusko-Morizet, Henri Guaino puis François Fillon demandent au secrétaire général, Jean-François Copé, de faciliter « l'accès » aux signatures des militants,,. Finalement, seuls François Fillon et Jean-François Copé restent en lice le 18 septembre, en annonçant respectivement 47 000 et 46 000 parrainages,. Aucun autre candidat n'atteint le nombre de parrainages requis et Xavier Bertrand, qui affirme pourtant avoir 8 000 parrainages, renonce,.
La campagne officielle dure deux mois (du 18 septembre au 18 novembre). François Fillon possède une large avance dans les sondages qui portent sur les sympathisants et de nombreux parlementaires et cadres du parti se rallient à lui. Jean-François Copé se présente quant à lui comme le « candidat des militants » contre celui des « barons » et se prononce pour une « droite décomplexée » ; pendant la campagne, il introduit des thèmes tels que le racisme antiblanc,,,.
Le vote du 18 novembre voit une participation record avec notamment d'importantes files d'attente et des soupçons d'irrégularités. Les résultats sont beaucoup plus serrés que prévu et, dans la nuit, les deux camps proclament leur victoire à moins de 20 minutes d'intervalle. Le 19 novembre, Patrice Gélard, le président de la Commission d'organisation et de contrôle des opérations électorales (COCOE), proclame Jean-François Copé vainqueur avec 50,03 % des suffrages. Mais les partisans de François Fillon contestent cette décision, tandis que la Commission nationale des recours, le 26 novembre, annonce à son tour la victoire de Jean-François Copé avec 50,28 % des voix. François Fillon annonce alors la création d'un groupe parlementaire dissident, le Rassemblement-UMP. Le 17 décembre, après un mois de confusion, les deux candidats concluent un accord prévoyant une nouvelle élection en septembre 2013 et la dissolution de groupe filloniste. De peur de voir les tensions internes ravivées et la situation financière du mouvement aggravée, le bureau politique décide finalement de solliciter les adhérents sur le report du scrutin à novembre 2015, soit à la fin initiale du mandat de Jean-François Copé. Les 28, 29 et 30 juin 2013, lors d'un congrès extraordinaire, les adhérents de l'UMP votent en faveur de ce report.
Lors du congrès de 2012, parallèlement à l'élection du président de l'UMP, les militants devaient se prononcer sur une nouvelle charte des valeurs, qui a finalement été approuvée par 96,10 % des suffrages, et sur l'adoption de « motions ». Parmi les six en lice, cinq dépassent les 10 % des suffrages exprimés et sont donc habilitées à se constituer en mouvements au sein de l'UMP :
- La Droite forte – Génération France Forte 2017 (27,77 % des suffrages),
- La Droite sociale (21,69 %),
- France moderne et humaniste (18,17 %),
- Les Gaullistes en mouvement (12,31 %),
- La Droite populaire (10,87 %),
- Seule La Boîte à idées (9,19 %) n'est pas retenue, n'ayant pas rassemblé suffisamment de suffrages.

#### Présidence de Jean-François Copé
À l'été 2013, la question de l'« inventaire » du quinquennat de Nicolas Sarkozy est débattue au sein du parti. Cet exercice critique est notamment demandé par les proches de François Fillon, qui annonce son intention de se présenter à la primaire prévue en 2016, se posant ainsi en concurrent de l'ancien président de la République. D'abord réticent à cette idée, Jean-François Copé accepte finalement cette proposition, à la condition qu'il s'agisse d'un travail court et ne tournant pas à une critique personnelle de Nicolas Sarkozy. L'Association des amis de Nicolas Sarkozy ne voit pas pour sa part l'intérêt d'un inventaire et préfère mettre l'accent sur l'opposition à François Hollande. Une « convention » d'une demi-journée a finalement lieu au siège de l'UMP le 17 octobre 2013, en l'absence de plusieurs figures notables du parti.
Début 2014, une haute autorité présidée par la juriste Anne Levade est créée afin d'organiser les primaires de l'UMP en 2016. Elle compte cinq anciens ministres membres de l'UMP (Christine Albanel, Françoise de Panafieu, Dominique Perben, Jacques Toubon — deux anciens ministres de la Justice — et Nicole Catala) ainsi que quatre juristes indépendants (outre Anne Levade, Jean-Claude Magendie, ancien premier président de la Cour d'appel de Paris, Bernard Maligner, ingénieur CNRS et spécialiste du droit électoral et Pierre Steinmetz, ex-membre du Conseil constitutionnel).
Lors des deux premières années de la présidence Hollande, l'UMP dénonce la hausse continue du nombre de chômeurs alors que le président de la République avait promis l'« inversion de la courbe du chômage », et critique les hausses d'impôts décidées par le gouvernement Ayrault ainsi que l'important déficit budgétaire, le gouvernement n'étant pas parvenu à le ramener à 3 % du PIB. Au printemps 2013, une grande partie de l'UMP milite contre l'ouverture du mariage entre personnes de même sexe.
Les élections municipales de mars 2014 permettent à l'UMP d'obtenir de bons résultats, Jean-François Copé parlant même de « vague bleue » avec 139 villes de plus de 10 000 habitants gagnées par la droite. La campagne pour les élections européennes de mai 2014 voit en revanche des dissensions importantes apparaître entre les pro-européens et les eurosceptiques de l'UMP, Alain Juppé demandant même à Henri Guaino de quitter le parti en raison de ses positions eurosceptiques. Simultanément, l'affaire Bygmalion, concernant notamment la gestion des finances du parti, ravive les tensions entre partisans de Jean-François Copé et ceux de François Fillon,. Le 25 mai 2014, l'UMP arrive deuxième au niveau national (20,80 %, 20 sièges), derrière le Front national (24,85 %, 24 sièges) mais largement devant le Parti socialiste (13,98 %, 13 sièges). Le lendemain du scrutin, Jérôme Lavrilleux, bras droit de Jean-François Copé et nouvellement élu député européen, reconnaît avoir eu un rôle central dans l'affaire Bygmalion, incluant également la campagne de soutien à Nicolas Sarkozy lors de l'élection présidentielle de 2012. À l'issue d'un bureau politique houleux tenu le 27 mai 2014, Jean-François Copé ainsi que tous les membres de la direction du parti annoncent leur démission, effective le 15 juin 2014.

#### Direction collégiale provisoire
Le 10 juin 2014, le bureau politique de l'UMP désigne Luc Chatel comme secrétaire général de l'UMP et le place sous l'autorité d'un « triumvirat » constitué des trois anciens Premiers ministres François Fillon, Alain Juppé et Jean-Pierre Raffarin. Le préfet Jacques Laisné est nommé trésorier, en remplacement de Catherine Vautrin. Éric Cesari, un proche de Nicolas Sarkozy, directeur général de l'UMP depuis 2008, est suspendu de ses fonctions le 15 juin, puis remplacé par Philippe Gustin, un proche de Luc Chatel. Un congrès est convoqué les 29 novembre et 6 décembre 2014 par voie électronique, afin d'élire une nouvelle direction, la date limite de réception des candidatures étant fixée au mardi 30 septembre 2014. Hervé Mariton et Bruno Le Maire annoncent séparément leur candidature à la présidence et font campagne.
En politique étrangère, dans le contexte de reprise du conflit israelo-palestinien et de massacres perpétrés au Kurdistan irakien, la direction provisoire de l'UMP prend l'initiative le 13 août 2014, dans une lettre ouverte au président de la République François Hollande, affirmant que « la politique étrangère française oscille au Proche-Orient entre passivité et suivisme », et lui demandant « la réunion sans délai d'un conseil européen extraordinaire » afin de décider d'une intervention européenne au Proche-Orient. Ces critiques sont à leur tour critiquées par le ministre Laurent Fabius.

#### Congrès denovembre 2014
Fin septembre 2014, Nicolas Sarkozy annonce sa candidature à la Présidence de l'UMP. La campagne officielle l'oppose à Hervé Mariton et Bruno Le Maire. Le 29 novembre 2014, il est élu président avec 64,50 % des voix, contre 29,18 % pour Bruno Le Maire et 6,32 % pour Hervé Mariton.

### 2014-2015: retour de Nicolas Sarkozy et changement de nom
Nicolas Sarkozy prend ses fonctions le 2 décembre suivant. Le 4 décembre, Nathalie Kosciusko-Morizet devient la numéro 2 du parti, en tant que vice-présidente et Laurent Wauquiez no 3, comme secrétaire général. Christian Estrosi devient président de la commission nationale d'investitures, Valérie Pécresse, coordinatrice pour les élections régionales, Éric Doligé, coordinateur pour les élections départementales, Luc Chatel et Brice Hortefeux, conseillers politiques, Éric Ciotti, secrétaire général adjoint aux fédérations, Gérald Darmanin, secrétaire général adjoint aux élections, Sophie Primas, secrétaire générale adjointe aux adhésions, Édouard Courtial, secrétaire général adjoint à la formation et Isabelle Le Callennec et Sébastien Huyghe, porte-paroles.
Nicolas Sarkozy rembourse le 3 décembre à l'UMP la somme de 363 615 euros correspondant à l'amende infligée par la Commission des comptes de campagne et qui avait été avancée par la trésorerie du parti. Néanmoins, l'ancien président de l'UMP, Jean-François Copé, ainsi que l'ancienne trésorière, Catherine Vautrin, sont mis en examen début février 2015 pour « abus de confiance » à la suite du paiement initial de cette amende par l'UMP.
Nicolas Sarkozy avait déclaré pendant la campagne pour la présidence de l'UMP vouloir changer le nom et les statuts du parti. C'est la dénomination « Les Républicains » qui est proposée. Ce nom est d'abord critiqué par les partis concurrents pour le coût estimatif, pour ses références, mêmes fortuites, au Parti républicain américain et au parti allemand Les Républicains,, ou encore pour l'appropriation potentielle de la valeur « République » revendiquée également par d'autres partis. Malgré des critiques exprimées également au sein de l'UMP, le nom proposé est accepté à l'unanimité moins une abstention lors de la réunion du bureau politique du 5 mai 2015.
À la demande de responsables du parti, Nicolas Sarkozy accepte de soumettre les nouveaux statuts au vote électronique des adhérents le 28 mai 2015. Ces statuts indiquent, dans leur article 1 : « il est fondé entre les personnes physiques adhérant aux présents statuts un parti politique dénommé « les Républicains », ci-après désigné le Mouvement ». Le 29 mai 2015, Nicolas Sarkozy annonce que l'UMP devient officiellement « Les Républicains ». Cependant, juridiquement, il s'agit d'un changement de nom et non pas de la création d'un nouveau parti.

## Positionnement politique

### Fondements idéologiques
Dans sa « Charte des valeurs », l'UMP se donne pour but de donner à la politique française un « souffle nouveau » et d'enrayer « la montée [de la] méfiance à l'égard de la politique ». Ses mots d'ordre : « écouter les citoyens, agir avec eux et pour eux ».
La doctrine de l'UMP déclare qu'il faut laisser libre cours au « destin individuel de la personne » qui dépasse le « déterminisme social ». L'UMP « [rejette] les systèmes qui étouffent la liberté (économique) en cherchant à tout encadrer ». Le travail, le mérite et l'innovation doivent être encouragés, afin de mener la France vers la reprise de la croissance et la baisse du chômage. Cette liberté ne doit cependant pas être comprise comme un égoïsme : « La liberté ouvre la voie à la générosité ». Pour faire respecter cette liberté, un respect strict de la loi est nécessaire : « L'autorité de l'État et la justice doivent assurer que chacun réponde de ses actes ».
L'UMP se déclare très attachée à la solidarité : « l'État est là pour que soit garantie la protection sociale à laquelle les Français sont légitimement attachés ». Néanmoins, la solidarité se doit de « respecter l'individu » et « ne (…) pas se transformer en assistanat ». Elle se limite essentiellement aux domaines des services publics, de l'égalité entre les territoires, du soutien des familles et de l'école de la République, laquelle doit « permettre à ceux que leurs mérites distinguent, d'exercer les responsabilités les plus élevées ».
Enfin, l'UMP affirme sa fierté pour la nation française, tout en définissant son horizon dans la construction européenne, synonyme de « paix » mais aussi d'« élargissement [des] perspectives ». L'Europe ne doit pas se réduire à la seule coopération économique : elle doit « permettre [à ses membres] d'avoir plus de poids » dans le contexte de la mondialisation, tout en faisant en sorte que « chaque pays conserve son identité ».

### Factions et courants internes
La création de l'UMP s'est voulue être le grand rassemblement des forces politiques de la droite et du centre. Afin de permettre aux différentes familles qui la composent de s'exprimer en son sein, les statuts de l'UMP prévoient la possibilité de créer des courants internes appelés « mouvements ». L'un des buts de ces mouvements était de favoriser l'émergence d'un débat interne riche et d'éviter que l'UMP, à l'instar du RPR de Jacques Chirac, ne se transforme en un parti avant tout organisé pour favoriser la victoire politique de son leader.
Cette création n'a toutefois pas lieu pendant longtemps. Dans un premier temps, Alain Juppé a été contraint de la repousser, Jacques Chirac, entre autres, y voyant un risque de recréer au sein de l'UMP une « guerre des chefs » telle que l'UDF l'a connue pendant plus de 30 ans entre libéraux et démocrates chrétiens et les multiples chapelles qui naquirent au sein de ces deux familles. De plus, les courants qui se dessinaient à l'époque reprenaient presque à l'identique les contours des anciens partis, ce qui aurait pu donner un argument à ceux qui dénonçaient (notamment au sein de l'UDF demeurée indépendante) le caractère artificiel de la nouvelle formation. Ce report devint très rapidement définitif, la peur des chiraquiens se fondant rapidement sur les conséquences que pourrait avoir la création d'un courant sarkozyste à vocation majoritaire. Lors de son élection à la présidence de l'UMP, Nicolas Sarkozy prit l'engagement de favoriser l'émergence de ces courants, bien des militants s'estimant quelque peu « floués » par rapport aux engagements qui avaient prévalu lors de la création de l'UMP. Mais devant le nombre de ralliements très important autour de son nom (devenant très largement majoritaire, il n'avait plus lui-même l'utilité de rassembler ses partisans au sein d'un courant, qui serait au contraire devenu exclusif pour les autres) et la difficulté pour certaines familles, comme celles des centristes ou des gaullistes, à se structurer sans démontrer par là même une déliquescence certaine, ce projet ne sera pas concrétisé.
L'expression des différentes tendances internes à l'UMP n'en existe pas moins. Elle se traduit à travers plusieurs clubs, associations, voire partis politiques associés, qui regroupent des élus et/ou des militants. À l'exception des partis associés (PCD, CNI, et jusqu'en 2011 le Parti radical), ces différentes structures n'ont cependant aucune reconnaissance en termes de démocratie interne, bien que l'UMP les subventionne pour la plupart. Également, certaines grandes familles comme les néo-gaullistes (« chiraco-villepinistes ») ne s'appuient sur aucune structure formelle, mais n'en ont pas moins une très forte influence grâce à leurs leaders.
Arrivé au secrétariat général de l'UMP en 2010, Jean-François Copé décide d'appliquer les statuts et de permettre le dépôt de déclarations de principe par les courants. Ceux dont la déclaration de principe, parrainée par au moins dix parlementaires membres d'au moins dix fédérations départementales, obtient au moins 10 % des suffrages exprimés lors du congrès sont en effet officiellement reconnus et peuvent peser plus fortement au sein des instances dirigeantes de l'UMP. Ils disposent en outre d'une autonomie financière grâce à une dotation annuelle fixe et à une dotation annuelle proportionnelle aux suffrages obtenus. L'ensemble des sommes versées aux courants est limitée à 30 % du montant de l'aide publique annuelle versée par l'État à l'UMP. Une partie du financement de la formation politique revient donc directement aux courants qui en feront un usage libre.
Le premier congrès à appliquer cette organisation en courant est celui du 18 novembre 2012. Quelques courants s'étaient déjà formés et structurés au cours du quinquennat de Nicolas Sarkozy, tels la Droite populaire ou la Droite sociale en 2010. D'autres groupements plus anciens, jusqu'ici associations ou partis associés à l'UMP, comme Le Chêne ou Les Réformateurs, apparaissent très vite comme ayant vocation à devenir des courants reconnus. À l'approche du congrès de novembre 2012, de nombreux autres courants voient le jour, dans le but de déposer une déclaration de principe ou de soutenir un candidat à la présidence du parti :

#### La Droite forte

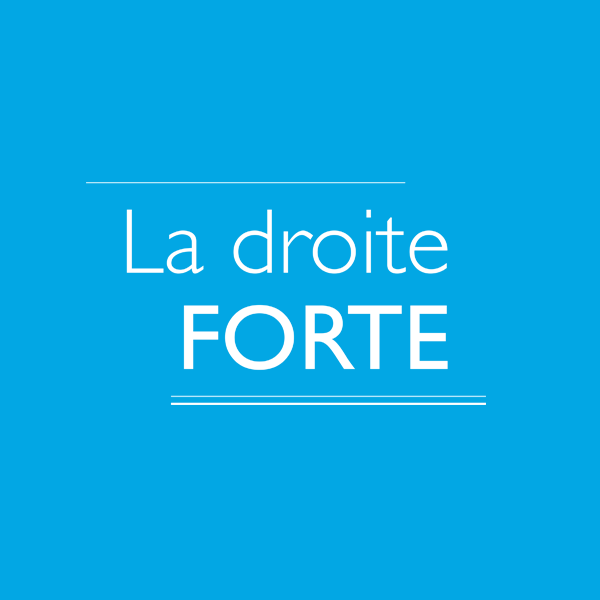

Ce courant est lancé en juillet 2012 par Guillaume Peltier et Geoffroy Didier qui se déclarent héritiers du sarkozysme,. Ils sont rejoints par Brice Hortefeux, Édouard Courtial, Pierre Charon ou Olivier Marleix entre autres. Très médiatisé, ce courant propose notamment des quotas de journalistes de droite à la télévision pour respecter le pluralisme des opinions, ou encore la suppression de l’AME pour les étrangers en situation irrégulière[réf. nécessaire].
Leur motion La Droite forte – Génération France Forte 2017 arrive en tête du congrès avec 27,77 % des suffrages des adhérents.
En février 2013, Geoffroy Didier devient secrétaire général adjoint de l'UMP, derrière la titulaire du poste, Michèle Tabarot, dans le cadre de la direction « partagée » entre Jean-François Copé, qu'il a soutenu pour la présidence du parti, et François Fillon.
Ce courant est dissous en 2018.

#### La Droite sociale

Au départ un groupe de réflexion créé à l'initiative de Laurent Wauquiez en 2010, il devient un courant de l'UMP à la suite du Congrès de l'Union pour un mouvement populaire de 2012 lors duquel il dépose la motion Droite Sociale : défense des classes moyennes - lutte contre l'assistanat, soutenue par Valérie Boyer, Natacha Bouchart, Caroline Cayeux ou Bernard Debré. Il a pour objectifs notables la défense des classes moyennes et la lutte contre « l’assistanat ». [réf. nécessaire]
Avec 21,69 % des voix parmi les militants, il se place comme le deuxième courant de l'UMP.
Depuis les élections municipales de 2014, ce courant est en sommeil.

#### France moderne et humaniste
Ce courant créé en août 2012, rassemble les différents clubs libéraux et centristes.
À la suite de la création de l'UMP, les libéraux principalement issus de Démocratie libérale, se regroupent au sein de clubs comme « Les Réformateurs » animé par Hervé Novelli, Gérard Longuet, Luc Chatel et Michèle Tabarot, « Dialogue & initiative » autour de Jean-Pierre Raffarin et Marc Laffineur ou encore « Réforme et modernité » fondé par les « villepinistes » Hervé Mariton et François Goulard.
De même, les anciens UDF forment le club « Démocrate & populaire » dirigé par Pierre Méhaignerie, Philippe Douste-Blazy et Marc-Philippe Daubresse. Cependant, après le départ de la Convention démocrate puis de Jean-Louis Borloo avec le Parti radical pour fonder l'ARES, l'aile centriste de l'UMP s'est retrouvée réduite autour de Marc-Philippe Daubresse ou au sein du club « République et humanisme » créé par Jean Leonetti (ex-RAD).
Dans le cadre du congrès de 2012, ces différents clubs se réunissent pour déposer une motion commune intitulée France moderne et humaniste. Le but de ce courant est de donner plus de visibilité à l’action libérale de l'UMP face à la montée de la ligne « sécuritaire » et de proposer un nouveau pacte libéral et social à droite. Le courant promeut « le rassemblement des gaullistes sociaux, des humanistes, des libéraux et des radicaux ».
Bien qu'étant le courant ayant réuni le plus de soutiens parmi les élus, il n'arrive qu'en 3e position lors du vote des militants avec 18,17 % des voix.

#### Gaullistes en mouvement

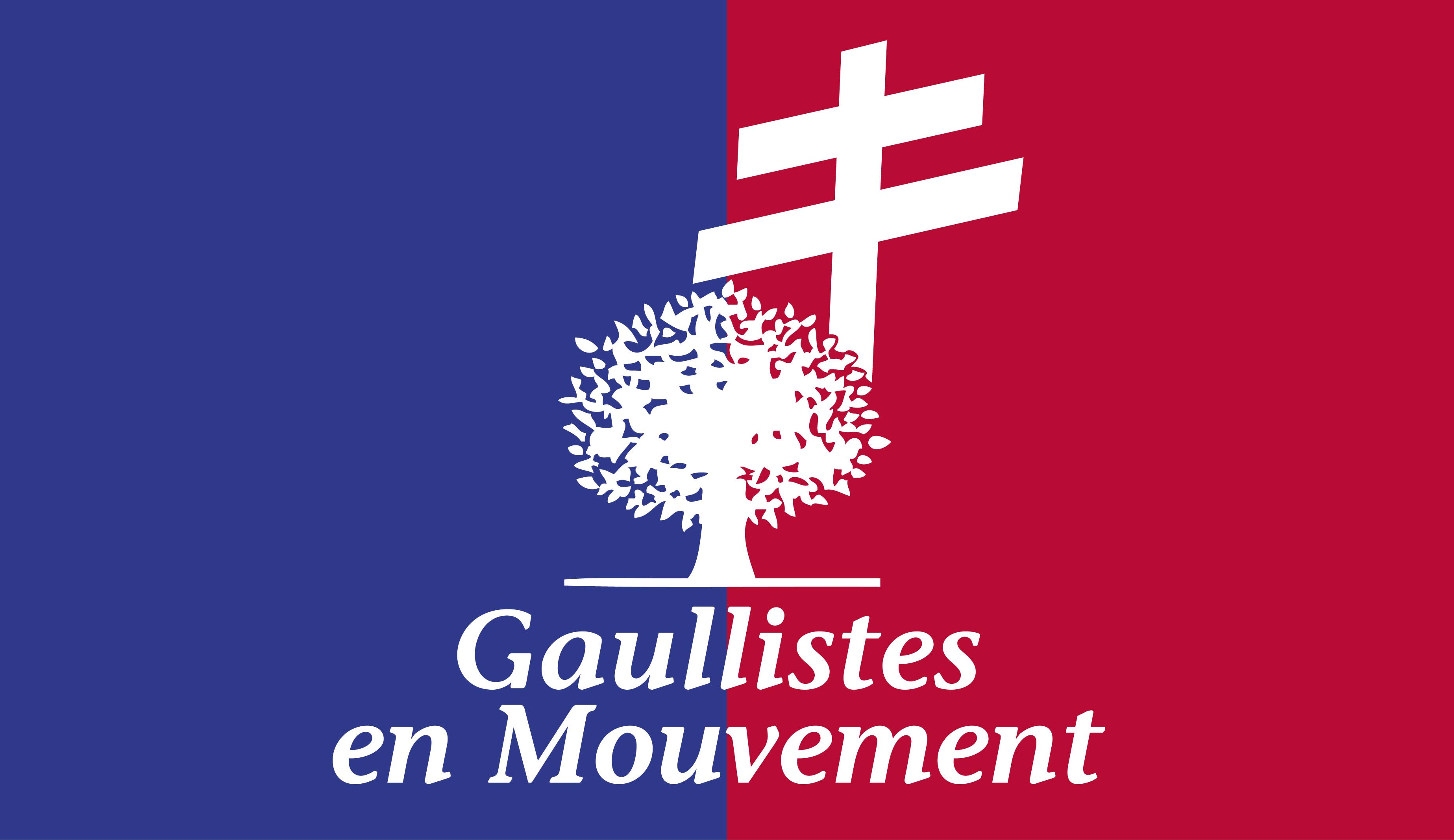

Avec la dissolution du RPR dans l'UMP, la doctrine gaulliste se retrouve de plus en plus minoritaire au sein de la droite française. De plus, l'affrontement entre « chiraco-villepinistes » et « sarkosystes » de 2004 à 2007, a fracturé cette mouvance encore plus réduite avec les départs des « souverainistes » au sein de Debout la République en 2008 et de Dominique de Villepin qui fonde République solidaire en 2010.
Cependant, en vue du congrès de l'UMP de 2012, le micro-parti Le Chêne dirigé par Michèle Alliot-Marie regroupant les derniers « chiraquiens » (Patrick Ollier, Serge Grouard) et le club Rassemblement gaulliste réunissant des « gaullistes sociaux » proches de Nicolas Sarkozy (Roger Karoutchi, Henri Guaino), forment le courant « Gaullistes en mouvement » et déposent la motion Le Gaullisme, une voie d'avenir pour la France. À l'issue des résultats, elle obtient 12,31 % des votes des adhérents et se place en quatrième position.

#### La Droite populaire

Créé en juin 2010 comme collectif parlementaire par Lionnel Luca, Richard Mallié, Jean-Paul Garraud et Thierry Mariani, la Droite populaire réunissait alors 42 députés dont le tiers était issu de la région Provence-Alpes-Côte d'Azur.
Prônant le « retour aux fondamentaux » sarkozystes de 2007, ce groupe est souvent à l'origine de polémiques pour ses positions radicales sur des sujets touchant aux mœurs, à l'immigration et à la sécurité. Les prises de position en faveur d'un rapprochement entre l'UMP et le FN font également beaucoup parler de la Droite populaire. Le collectif s'en défend, affirmant être une « barrière entre la droite républicaine et le Front national ».
Après l'annonce de Jean-François Copé d'autoriser les courants au sein de l'UMP, le collectif annonce qu'il va se constituer en mouvement autonome. Sa motion Maîtriser notre destin et réaffirmer le pacte républicain arrive avant-dernière, en cinquième position, avec 10,87 % des voix.

#### La Boîte à idées
Ce courant est créé par des personnalités proches d'Alain Juppé qui souhaitent renouer avec les principes fondateurs de l'UMP, lorsque ce dernier était président. Sa motion La Boîte à idées, la motion anti divisions ! est portée par Maël de Calan, Bruno Le Maire, Benoist Apparu, Thierry Solère ou encore Édouard Philippe et soutenue par Xavier Bertrand.
Arrivé en dernière position avec 9,19 % des voix, il n'est pas reconnu comme un courant officiel de l'UMP (n'ayant pas dépassé les 10 %).

## Résultats électoraux et personnalités marquantes

### Figures politiques majeures
L'UMP a compté dans ses rangs plusieurs personnalités figures de la politique française, qui ont parfois pu occuper les plus hautes fonctions de la République sous l'étiquette de l'UMP :
- deux présidents de la République : Jacques Chirac, qui crée l'UMP avec Alain Juppé à la suite de sa réélection en mai 2002, et Nicolas Sarkozy, élu président de la République en mai 2007, alors qu'il est président de l'UMP.
- trois Premiers ministres : Jean-Pierre Raffarin (2002-2005), Dominique de Villepin (2005-2007) et François Fillon (2007-2012).
- trois présidents du Conseil constitutionnel : Yves Guéna (2000-2004), Pierre Mazeaud (2004-2007) et Jean-Louis Debré (2007-2016).
- deux présidents du Sénat : Christian Poncelet (1998-2008) et Gérard Larcher (2008-2011 et depuis 2014).
- trois présidents de l'Assemblée nationale : Jean-Louis Debré (2002-2007), Patrick Ollier (2007) et Bernard Accoyer (2007-2012).
- neuf présidents de groupes parlementaires étiquetés UMP :
  - au Sénat, Josselin de Rohan (2002-2008), Henri de Raincourt (2008-2009), Gérard Longuet (2009-2011), Jean-Claude Gaudin (2011-2014) et Bruno Retailleau (depuis 2014) ;
  - à l'Assemblée, Jacques Barrot (2002-2004), Bernard Accoyer (2004-2007), Jean-François Copé (2007-2010) et Christian Jacob (2010-2019).
- un président du groupe PPE au Parlement européen : Joseph Daul (2007-2014) ;
- de nombreux ministres, ministres délégués, secrétaires d'État, parlementaires.

Valéry Giscard d'Estaing, président de la République de 1974 à 1981, quitte l'UDF pour rejoindre l'UMP en 2002,.
Outre ces figures de la classe politique, plusieurs personnalités du monde de la culture, de la société civile ou du show-biz sont considérées comme proches de l'UMP ou ont officialisé leur soutien au parti :
- Philippe de Gaulle
- Laeticia Hallyday, David Hallyday[94]
- Miss Dominique
- Gérard Depardieu
- Didier Barbelivien
- Christian Clavier
- Gilbert Montagné
- Charlotte Rampling
- Pierre Palmade
- Mireille Mathieu
- Jean Reno
- Arthur
- Bruno Beausir, alias Doc Gynéco
- Basile Boli
- Élodie Gossuin,
- Christophe Dominici

### Élections présidentielles
| Année | Candidat        | Premier tour | Premier tour | Premier tour | Second tour | Second tour | Second tour | Statut |
| Année | Candidat        | Voix         | %            | Rang         | Voix        | %           | Rang        | Statut |
| ----- | --------------- | ------------ | ------------ | ------------ | ----------- | ----------- | ----------- | ------ |
| 2007  | Nicolas Sarkozy | 11 448 663   | 31,18        | 1er          | 18 983 138  | 53,06       | 1er         | Élu    |
| 2012  | Nicolas Sarkozy | 9 753 629    | 27,18        | 2e           | 16 865 340  | 48,36       | 2e          | Perdu  |

### Élections législatives
| Année | Premier tour | Premier tour | Premier tour | Second tour | Second tour | Second tour | Sièges    | Statut           | Gouvernement                             |
| Année | Voix         | %            | Rang         | Voix        | %           | Rang        | Sièges    | Statut           | Gouvernement                             |
| ----- | ------------ | ------------ | ------------ | ----------- | ----------- | ----------- | --------- | ---------------- | ---------------------------------------- |
| 2002  | 8 408 023    | 33,30 %      | 1er          | 10 029 669  | 47,26 %     | 1er         | 358 / 577 | Majorité absolue | Raffarin II et III, Villepin et Fillon I |
| 2007  | 10 289 028   | 39,54 %      | 1er          | 9 463 408   | 46,37 %     | 1er         | 313 / 577 | Majorité absolue | Fillon II et III                         |
| 2012  | 7 037 268    | 27,12 %      | 2e           | 8 740 628   | 37,95 %     | 2e          | 194 / 577 | Opposition       |                                          |

### Élections régionales
| Date | Voix 1er tour | %     | Élus       | Présidents |
| ---- | ------------- | ----- | ---------- | ---------- |
| 2004 | 8 179 866     | 33,73 | 522 / 1749 | 2 / 26     |
| 2010 | 5 066 942     | 26,02 | 340 / 1749 | 3 / 26     |

### Élections cantonales puis départementales
| Année | 1er tour | 1er tour | 2d tour | 2d tour | Conseillers | Présidents |
| Année | %        | Rang     | %       | Rang    | Conseillers | Présidents |
| ----- | -------- | -------- | ------- | ------- | ----------- | ---------- |
| 2004  | 20,95    | 2e       | 27,22   | 2e      | 468 / 2034  | 37 / 100   |
| 2008  | 23,57    | 2e       | 26,80   | 2e      | 514 / 2020  | 30 / 100   |
| 2011  | 16,97    | 2e       | 20,00   | 2e      | 369 / 2026  | 27 / 101   |
| 2015  | 6,57     | 1er      | 8,64    | 1er     | 1080 / 4108 | 44 / 101   |

### Élections municipales
| Élection | Score au 1er tour | Score au 2d tour | Villes + 100 000 hab. |
| -------- | ----------------- | ---------------- | --------------------- |
| 2008     | 48,08 %           | 47,26 %          | 11 / 40               |
| 2014     | 46,38 %           | 45,65 %          | 20 / 42               |

### Élections européennes
| Année | %     | Sièges  | Rang | Groupe |
| ----- | ----- | ------- | ---- | ------ |
| 2004  | 16,64 | 17 / 74 | 2e   | PPE-DE |
| 2009a | 27,88 | 24 / 74 | 1er  | PPE    |
| 2014  | 20,80 | 20 / 74 | 2e   | PPE    |

a Liste commune avec le NC (trois sièges) et la GM (deux sièges).

## Organisation interne

### Historique des dirigeants

#### Présidents
| no | Photo | Nom                | Début            | Fin             | Notes |
| --- | --- | ------------------ | ---------------- | --------------- | --- |
| 1 | Alain Juppé (ministre français des Affaires étrangères) le 6 juin 2011, à Washington D.C.                                                                                               | Alain Juppé        | 17 novembre 2002 | 16 juillet 2004 | Élu au Congrès de 2002 premier dirigeant du parti. Il est confronté aux mauvais résultats obtenus par l'UMP en 2004 aux élections régionales (la droite ne conservant que deux régions sur vingt-six) et élections européennes. La déclaration de son inéligibilité le 30 janvier 2004 le conduit à quitter ses fonctions. |
| Jean-Claude Gaudin assure l'intérim du 16 juillet au 28 novembre 2004                                      | |                    |                  |                 | |
| 2 | Nicolas Sarkozy | Nicolas Sarkozy    | 28 novembre 2004 | 14 mai 2007     | Le 1er septembre 2004, Nicolas Sarkozy déclare officiellement sa candidature à la présidence de l'UMP à la suite de la démission d'Alain Juppé. Jacques Chirac avait néanmoins mis Nicolas Sarkozy en demeure de choisir entre ce dernier poste et le ministère. Après avoir choisi de prendre la tête de l'UMP, Nicolas Sarkozy fera tout de même son retour au gouvernement en 2005, tout en conservant la présidence du parti. Il quitte ses fonctions le 14 mai 2007, la veille d'être investi président de la République. Jean-Claude Gaudin assure une seconde fois l'intérim jusqu'au 7 juillet 2007. Il ne connaîtra pas de successeur direct, Nicolas Sarkozy souhaitant que la fonction de président soit « gelée » pendant son mandat présidentiel. |
| Vacance de la présidence de l'UMP de 2007 à 2012 (le secrétaire général est à la tête du parti)            | |                    |                  |                 | |
| 3 | :fr:Jean-François CopéJean-François Copé à la réunion publique de lancement de la campagne de l':fr:Union pour un mouvement populaireUMP pour les élections régionales de 2010 à Paris. | Jean-François Copé | 19 novembre 2012 | 15 juin 2014    | À la suite de la défaite de Nicolas Sarkozy à l'élection présidentielle de 2012, l'élection du nouveau président de l'UMP a lieu le 18 novembre 2012 ; les adhérents peuvent ainsi élire leur président, la dernière élection pour cette fonction remontant à 2004. Jean-François Copé est élu de justesse face à l'ancien Premier ministre François Fillon. Ce dernier et ses partisans contestent les résultats du scrutin et créent un groupe parlementaire distinct du groupe UMP à l'Assemblée nationale. Un accord est finalement trouvé le mois suivant et Jean-François Copé reste à la tête du parti. Il démissionne en juin 2014, à la suite d'un scandale concernant le financement de l'UMP à l'occasion de l'élection présidentielle de 2012.     |
| Direction collégiale de l'UMP de juin à décembre 2014 (Alain Juppé, Jean-Pierre Raffarin, François Fillon) | |                    |                  |                 | |
| 4 | Nicolas Sarkozy | Nicolas Sarkozy    | 2 décembre 2014  | 30 mai 2015     | Nicolas Sarkozy est élu président de l'UMP par les adhérents à 64,50 %, face à Bruno Le Maire (29,18 % ) et Hervé Mariton (6,32 %). |

#### Vice-présidents
| | Jean-Claude Gaudin         | 17 novembre 2002 | 14 mai 2007  | Élu au Congrès de 2002 vice-président d'Alain Juppé, reste à son poste quand Nicolas Sarkozy lui succède. Exerce l'intérim de la présidence en 2004, puis en 2007, jusqu'à ce que la présidence soit suspendue.                                                       |
| Vacance de la vice-présidence exécutive de 2007 à 2012 (Jean-Pierre Raffarin, Jean-Claude Gaudin et Pierre Méhaignerie sont vice-présidents du Conseil national du parti)                                                                            |                            |                  |              | |
| | Luc Chatel                 | 19 novembre 2012 | 15 juin 2014 | Élu lors du congrès de 2012 sur le même ticket que Jean-François Copé et Michèle Tabarot. À la suite de l'accord trouvé entre François Fillon et Jean-François Copé, il devient vice-président délégué le 15 janvier 2013. Des « vice-présidents » sont alors nommés. |
| Vice-présidents nommés en janvier 2013 : Laurent Wauquiez, Jean-Claude Gaudin, Christian Estrosi, Brice Hortefeux, Roger Karoutchi, Gérard Longuet et Henri de Raincourt.                                                                            |                            |                  |              | |
| Vice-présidents nommés en février 2013 : Hubert Falco, Rachida Dati, Hervé Gaymard, Christian Kert, Jean-François Lamour, Jean-Paul Fournier, Jean-Pierre Audy, Guillaume Peltier, Jean Leonetti, Thierry Mariani, Patrick Ollier et Bernard Perrut. |                            |                  |              | |
| | Nathalie Kosciusko-Morizet | 4 décembre 2014  | 30 mai 2015  | Nommée par Nicolas Sarkozy après son élection à la tête de l'UMP. |

#### Secrétaires généraux
|  | Nom                   | Dates du mandat   | Dates du mandat   | Notes |
|  | --------------------- | ----------------- | ----------------- | --- |
|  | Philippe Douste-Blazy | 17 novembre 2002  | 28 novembre 2004  | Élu avec Alain Juppé au congrès de 2002, il est remplacé quand Nicolas Sarkozy devient président du parti. |
|  | Pierre Méhaignerie    | 28 novembre 2004  | 25 septembre 2007 | Le 7 juillet 2007, la fonction de président de l'UMP étant gelée, le secrétaire général devient le nouveau dirigeant du parti. |
|  | Patrick Devedjian     | 25 septembre 2007 | 5 décembre 2008   | D'abord secrétaire général adjoint, Patrick Devedjian devient secrétaire général de l'UMP en 2007 jusqu'à sa nomination le 5 décembre 2008 au ministère chargé de la Mise en œuvre du plan de relance. |
|  | Xavier Bertrand       | 8 décembre 2008   | 17 novembre 2010  | Après l'entrée de Patrick Devedjian au gouvernement, il est nommé secrétaire général par intérim de l'UMP, le 8 décembre 2008. Il quitte le gouvernement Fillon lors du remaniement du 15 janvier 2009, prend la tête de l'UMP le 24 janvier suivant. Lors de la formation du gouvernement Fillon III, le 14 novembre 2010, il devient ministre du Travail, de l'Emploi et de la Santé, et démissionne du secrétariat général de l'UMP trois jours plus tard. |
|  | Jean-François Copé    | 17 novembre 2010  | 19 novembre 2012  | Le 17 novembre 2010, Jean-François Copé devient secrétaire général de l'UMP en remplacement de Xavier Bertrand, nommé au gouvernement. |
|  | Michèle Tabarot       | 19 novembre 2012  | 15 juin 2014      | Élue lors du congrès de 2012 sur le même ticket que Jean-François Copé et Luc Chatel. Le 15 janvier 2013, Valérie Pécresse est nommée secrétaire générale déléguée et Marc-Philippe Daubresse secrétaire général adjoint. |
|  | Luc Chatel            | 15 juin 2014      | 4 décembre 2014   | Désigné le 10 juin 2014, sur proposition d'Alain Juppé, François Fillon et Jean-Pierre Raffarin. |
|  | Laurent Wauquiez      | 5 décembre 2014   | 30 mai 2015       | Nommé le 5 décembre 2014 par Nicolas Sarkozy. |

### Direction

#### Direction nationale
Décembre 2014 - mai 2015 :
- Président de l'UMP : Nicolas Sarkozy
- Vice-présidente déléguée : Nathalie Kosciusko-Morizet
- Secrétaire général : Laurent Wauquiez
  - Secrétaire général adjoint aux fédérations : Éric Ciotti
  - Secrétaire général adjoint aux élections : Gérald Darmanin
  - Secrétaire générale adjointe aux adhésions : Sophie Primas
  - Secrétaire général adjoint à la formation : Édouard Courtial
- Porte-paroles : Isabelle Le Callennec et Sébastien Huyghe
- Conseillers politiques : Luc Chatel et Brice Hortefeux
- Président de la commission nationale d'investitures : Christian Estrosi
- Coordinatrice pour les élections régionales : Valérie Pécresse
- Coordinateur pour les élections départementales : Éric Doligé
- Trésorier : Daniel Fasquelle
- Président de la Commission nationale d'investiture : Christian Estrosi
  - Vice-président de la Commission nationale d'investiture : Roger Karoutchi
- Président du Comité des maires : Hubert Falco
- Délégué général à la construction et au logement : Marc-Philippe Daubresse
- Délégué général aux nouveaux adhérents : David Douillet
- Délégué général aux relations internationales : Pierre Lellouche
- Délégué général à l'économie et aux finances : Éric Woerth
- Délégué national à la maîtrise des dépenses publiques : Maël de Calan
- Délégué national à la chasse : Pierre Charon
- Délégué national au travail et à l'emploi : Gérard Cherpion
- Délégué national aux conventions thématiques : Grégoire de Lasteyrie
- Délégué national aux relations avec les entrepreneurs : Sébastien Pilard

Nommés par le bureau politique sur proposition du président de l'UMP, « les secrétaires nationaux sont responsables de l'activité et de la réflexion de l'Union » (article 22 des statuts de l'UMP) dans leurs domaines respectifs. Ils doivent rendre compte de leurs travaux auprès du bureau politique et, au moins une fois par an, devant le conseil national. On peut retrouver leur liste complète sur le site officiel de l'UMP.

#### Instances collégiales de direction
Les trois principales instances collégiales de direction de l'UMP sont le congrès, le conseil national et le bureau politique. Le congrès est l'assemblée générale de l'UMP, composée de l'ensemble des adhérents du parti. C'est lui qui désigne le candidat que soutient l'UMP à chaque élection présidentielle. Le conseil national, présidé par le président de l'UMP, est composé de conseillers nationaux élus par les adhérents. Le bureau politique est chargé d'assurer la direction de l'UMP entre les sessions du conseil national. Le président ou un quart de ses membres peuvent le réunir et définir de l'ordre du jour. Les décisions sont prises à la majorité, à condition qu'il y ait au moins la moitié des membres présents. Il est composé des principaux dirigeants du mouvements (président, vice-président, secrétaire général, trésorier, conseillers politiques, secrétaires nationaux, membres élus par le conseil national).
Outre le conseil national et le bureau politique, il existe six autres instances nationales de l'UMP :
- la commission des sages, qui comprend les « anciens présidents et secrétaires généraux de l'Union, les présidents des anciens partis politiques représentés à l'Union, huit personnalités choisies par les groupes parlementaires pour leur ancienneté » (art. 36 des statuts) ;
- la commission nationale d'investiture, chargée de préparer les investitures des candidats UMP pour les élections législatives, sénatoriales, européennes, territoriales et municipales (dans les villes de plus de 30 000 habitants), investitures qu'elle soumet ensuite au conseil national ;
- la commission nationale des recours (CNR ou CoNaRe) « formée de neuf membres, élus par le conseil national » (art. 30 à 35 des statuts) ;
- la commission d'organisation et de contrôle des opérations électorales (COCOE), chargée de préparer et d'organiser toutes les élections internes à l'UMP, de s'assurer de la régularité des votes, de valider les candidatures et de veiller à l'égalité des candidats dans le déroulement des opérations de propagande et des opérations de vote (art. 29 des statuts);
- la commission de contrôle de gestion financière ;
- la commission permanente des statuts.

#### Fédérations locales
Les fédérations départementales de l'UMP sont organisées dans chaque département autour d'un président du conseil départemental, d'un secrétaire départemental et d'un responsable département des jeunes.

#### Structures spécialisées

##### Jeunes Populaires
L'UMP a une branche pour les jeunes de 16 à 30 ans, les Jeunes Populaires ou Jeunes de l'UMP.
Les Jeunes Populaires ont, à leur tête, un président élu pour deux ans. Tous les adhérents de l'UMP de moins de 30 ans sont inscrits automatiquement chez les Jeunes Populaires. Une fois le cap des 30 ans atteint, les adhérents sont radiés du mouvement de jeunesse.
Son fonctionnement repose sur une organisation décentralisée. Ce fonctionnement est confirmé en 2004 avec l'établissement de statuts garantissant l'élection du président des Jeunes Populaires par les conseillers nationaux des Jeunes Populaires (CNJP), eux-mêmes élus par l'ensemble des adhérents.
Au niveau local cependant, les responsables départementaux jeunes (RDJ) sont nommés par le président des Jeunes Populaires en accord avec le secrétaire départemental de la fédération UMP. Un responsable départemental ne peut donc être nommé si le parti ne le souhaite pas. Inversement, le RDJ ne peut pas être nommé sur ordre du secrétaire départemental. Dans la réalité, il s'agit le plus souvent d'un accord entre les parties.
Les Jeunes Populaires ne revendiquent pas leur autonomie par rapport au parti. Fabien de Sans Nicolas déclara : « Je me suis toujours battu pour que la tentation d'autonomie ne l'emporte pas. Vous aspirez tous à avoir des responsabilités à l'UMP ».

##### Les Jeunes Actifs
Les Jeunes Actifs sont une autre antenne de l'UMP pour laquelle l'appartenance n'est pas liée à une tranche d'âge spécifique, mais plutôt au fait d'exercer une activité professionnelle. L'association a été créée par François Guéant dans le courant de l'année 2005 et elle est présidée par Gilles Laborde de 2008 à 2010.

#### Siège du parti
Le siège de l'UMP se situe à Paris. Entre 2002 et 2011, il est domicilié au 55 rue La Boétie (8e arrondissement). Il déménage en 2011 au 238 rue de Vaugirard (15e arrondissement). Cette acquisition, permettant une économie de coûts de fonctionnement, s'élève à 40 millions d'euros (19 millions d'euros pour acheter le bâtiment, 21 pour le réhabiliter) et est financée en majeure partie par un emprunt de 32 millions d'euros contracté sur une période de 13 ans et demi.

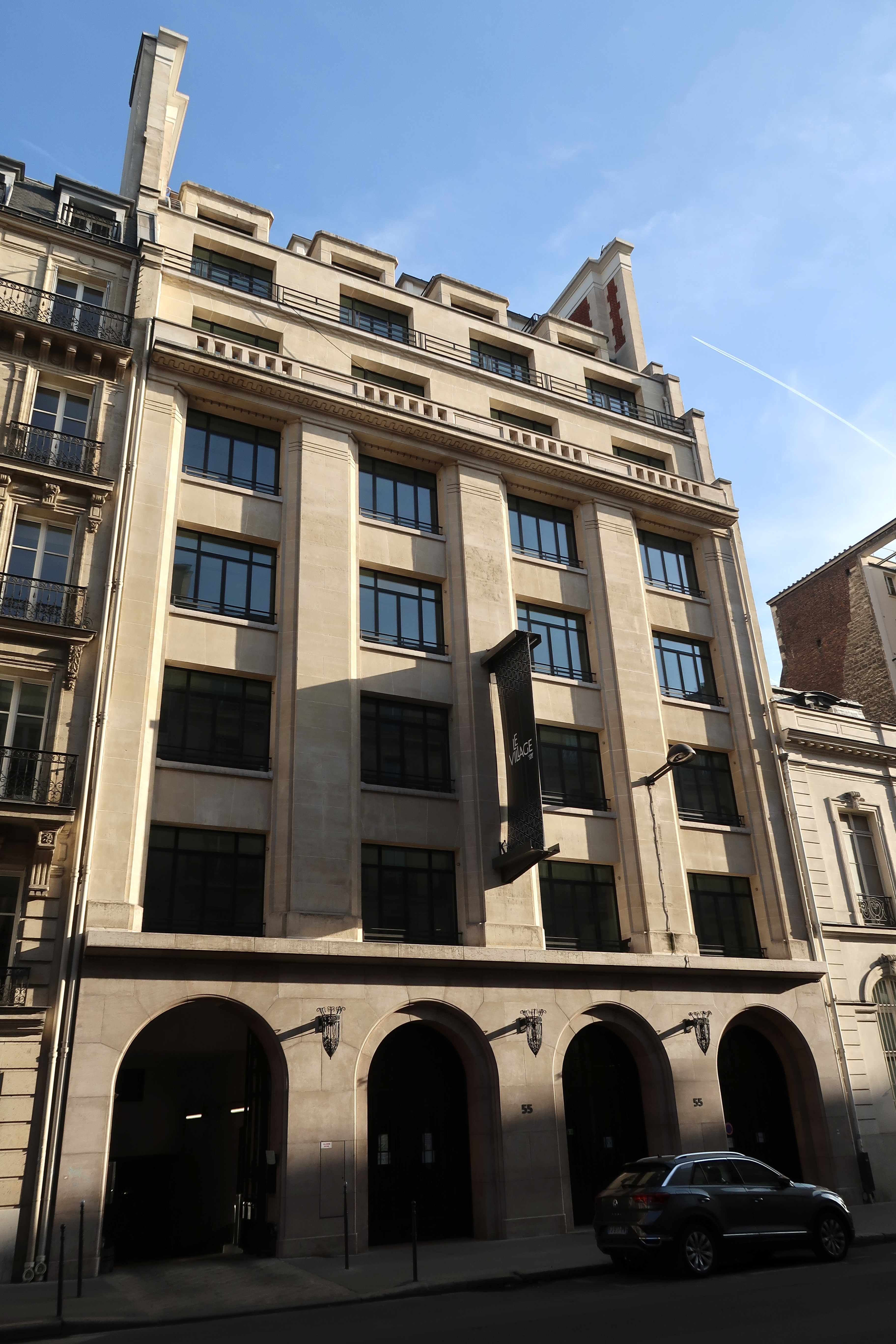
Siège de l'UMP de 2002 à 2011, au numéro 55 rue La Boétie.
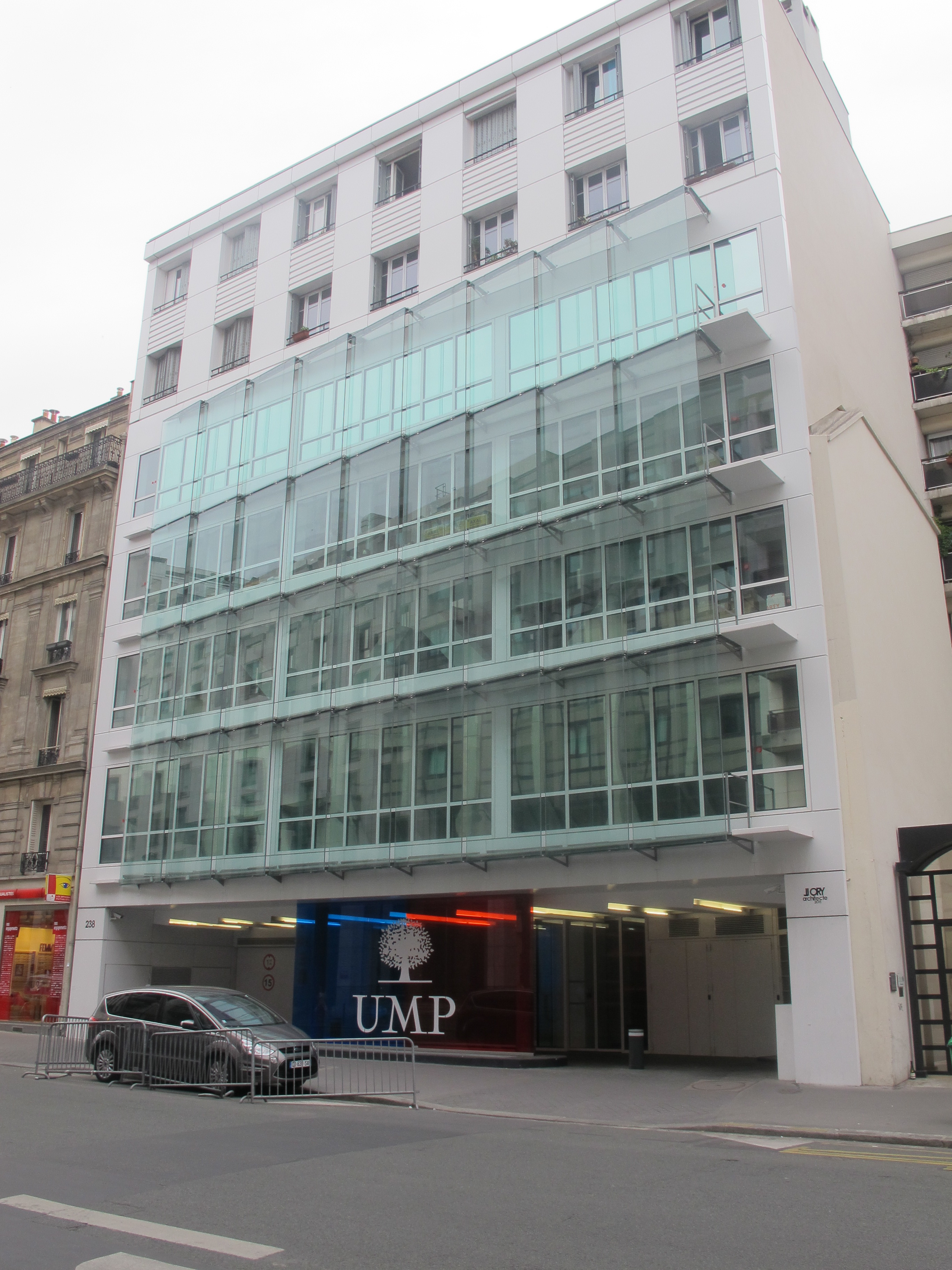
Siège de l'UMP de 2011 à 2015, au 238 rue de Vaugirard.

### Budget et situation financière
L'UMP a repris la dette du RPR.

#### Trésoriers nationaux du parti

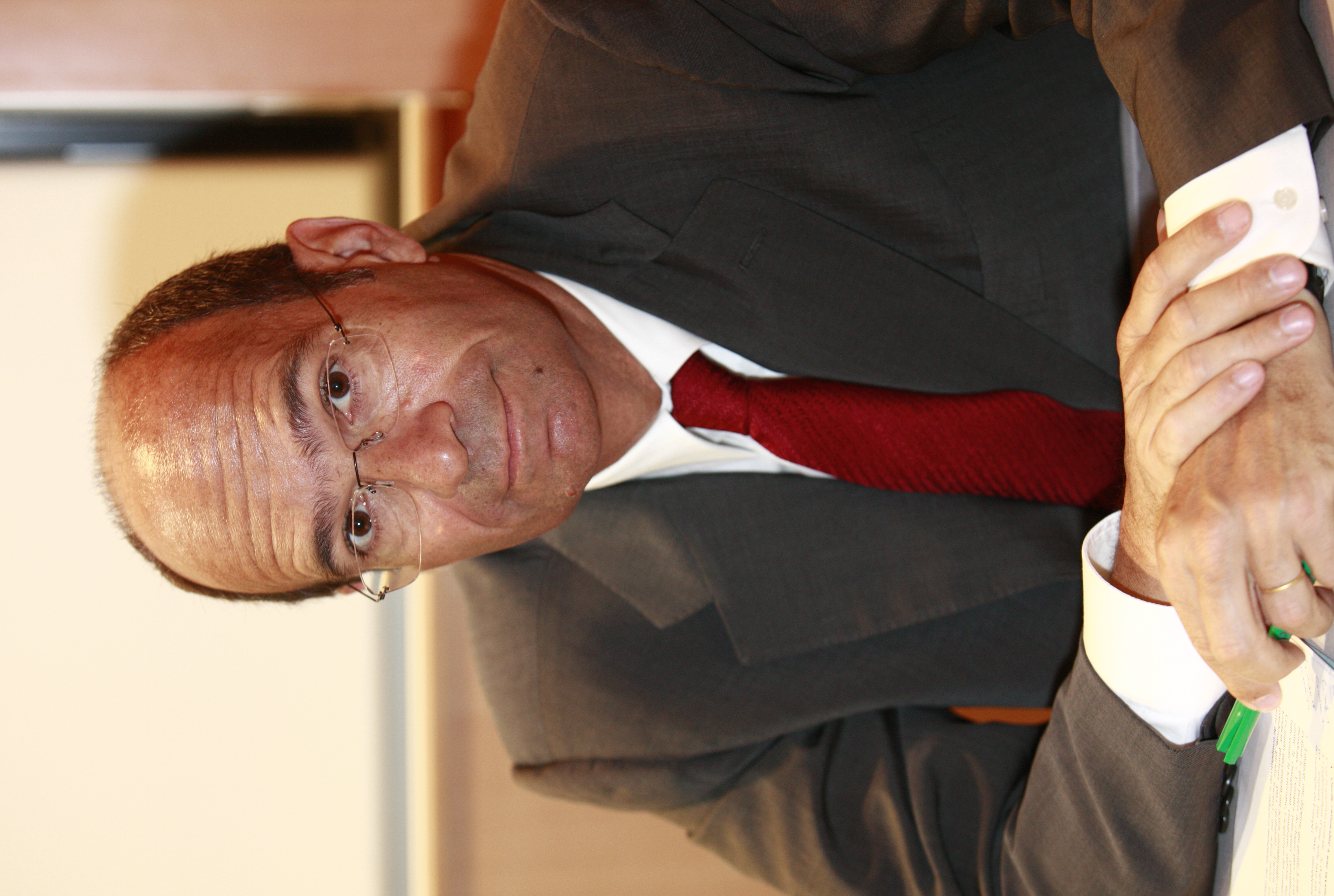
Éric Woerth 2002-2010
Dominique Dord 2010-2012
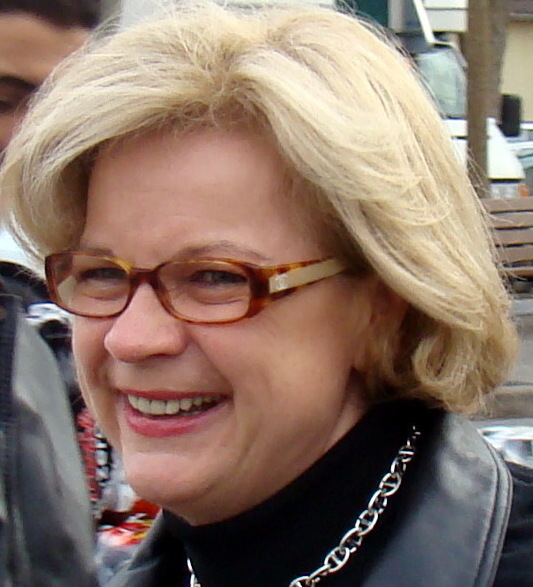
Catherine Vautrin 2012-2014
Jacques Laisné 2014
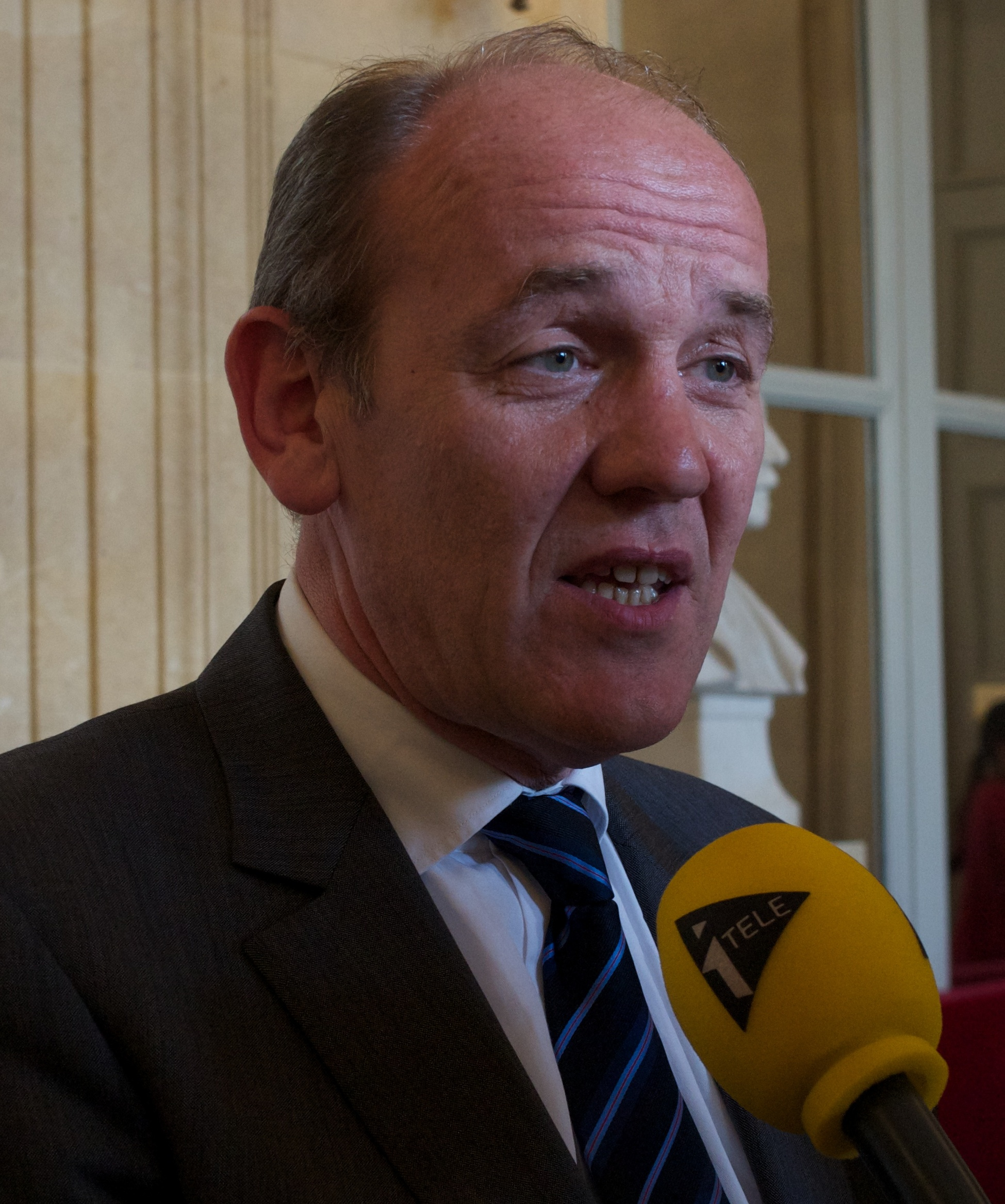
Daniel Fasquelle 2014-2015

#### Recettes et trésorerie
En 2004 est créé le Premier Cercle, un cercle qui rassemble les plus gros donateurs de l'UMP.
Dans le cadre des financements des partis politiques, l'UMP perçoit un financement public de 33 millions d'euros en 2010 (13 millions dans le cadre de la première fraction de l'aide publique et 20 millions dans le cadre de la deuxième). Le parti était en déficit de plus de 30 millions d'euros à la fin de l'année de la présidentielle en 2007 et tablait sur un retour à l'équilibre pour 2011. Après les campagnes présidentielle et législative de 2012, la situation financière du parti est difficile. Les raisons sont notamment un nombre de voix obtenu moindre ainsi qu'une pénalité pour non-respect de la parité. Dès octobre 2012, le personnel du siège national passe de 140 salariés (équivalent temps-plein) à 90, par non-renouvellement des CDD. L'UMP doit faire face à une dette de 43,9 millions d'euros. Le déficit approche 50 millions lors de la démission du trésorier Dominique Dord, après le congrès de novembre 2012. Après arrêt définitif des comptes, la dette du parti atteint un peu plus de 108 millions d'euros à la fin de l'exercice 2012. Pour suivre son plan de retour à l'équilibre en 2017, l'UMP doit faire des économies annuelles de 10 millions d'euros.
En juin 2013, à la suite de l'encaissement de 21 millions de dotation publique, la dette est estimée à 35 millions d'euros, correspondant à une année de recettes. Le rejet des comptes de campagne de Nicolas Sarkozy, le 4 juillet 2013, prive l'UMP de 10,7 millions d'euros de remboursements qui avaient été intégrés dans le budget prévisionnel. Jean-François Copé annonce alors qu'il lance une « grande souscription nationale ». Le 8 septembre, le président du parti déclare que la somme de 11 millions d'euros de dons a été réunie, affirmant notamment qu'« en huit semaines, l'UMP a réalisé la plus importante collecte jamais réalisée par un parti politique de la Ve République ».
En juin 2014, François Fillon annonce un endettement « proche de 80 millions d'euros ». Le 8 juillet 2014, à la suite du bureau politique de l'UMP, Le Monde annonce que le montant de la dette est de 74,5 millions d'euros.

#### Transparence des comptes
En mars 2014, Jean-François Copé annonce le dépôt d'une proposition de loi imposant à l'ensemble des partis bénéficiant d'une aide publique, dont l'UMP, de publier leurs pièces comptables depuis 2007, ainsi que d'une autre proposition de loi imposant aux « principaux dirigeants et salariés des médias » de répondre aux mêmes contrôles que les parlementaires. En attendant le vote de ces deux propositions, l'intégralité de la comptabilité de l'UMP ainsi que les archives des deux dernières campagnes présidentielles sont enfermées dans une pièce scellée par un huissier. Il le fera finalement le 23 juin de la même année, abandonnant pour l'occasion sa proposition de loi concernant les médias.
Selon des informations du Journal du dimanche, le groupe UMP au Sénat aurait entre 2002 et 2014 organisé une comptabilité occulte qui permettait à certains élus de détourner pour eux-mêmes de l'argent normalement destiné à rémunérer leurs assistants parlementaires.

### Nombre d'adhérents
- Au 5 janvier 2007 : environ 335 000 adhérents à jour de cotisation (le parti aurait enregistré plus de 200 000 nouvelles adhésions depuis que Nicolas Sarkozy en était devenu le président).
- Au 31 décembre 2007 : environ 370 000 adhérents
- Au 7 novembre 2008 : environ 256 000 adhérents
- Au 20 novembre 2010 : 236 341 adhérents
- Au 18 novembre 2012 : 324 945 adhérents[120]
- Au 29 août 2014 : 268 341 adhérents[121] (à jour de cotisations au 31 décembre 2013 ou au 30 juin 2014)

## Partis associés
Les partis politiques associés à l'UMP le sont selon les statuts du mouvement :
- Alliance pour la diversité républicaine de Dominique Paillé
- Chasse, pêche, nature et traditions (CPNT) à partir de 2012.
- Parti radical (RAD) de Jean-Louis Borloo de 2002 à 2011.
- Le Parti chrétien-démocrate (PCD) de Christine Boutin.
- Les Progressistes d'Éric Besson[122].
- Le Rassemblement pour la France et l'indépendance de l'Europe (RPF-IE) de Charles Pasqua[123].
- Le Centre national des indépendants et paysans (CNI) de Annick du Roscoät de 2002 à 2008[124].

C'est le cas également de partis politiques à portée strictement locale :
- Le Mouvement populaire calédonien (Nouvelle-Calédonie) à partir du 25 janvier 2014[125].
- Le Rassemblement de Pierre Frogier (Nouvelle-Calédonie).
- O Porinetia to tatou ai'a de Gaston Tong Sang (Polynésie française) à partir du 18 juin 2009[126].
- Objectif Réunion, de Didier Robert (La Réunion), sénateur et président du conseil régional de La Réunion.

### Autres mouvements associés
- La Boîte à idées, un think tank représenté par Maël de Calan, Enguerrand Delannoy et Matthieu Schlesinger.
- Comité de liaison de la majorité présidentielle.
- L'Atelier des Professionnels Réformistes de Toulouse.
- La Droite libre de Rachid Kaci.
- La Droite forte de Guillaume Peltier.
- La Droite populaire de Thierry Mariani.
- La Droite sociale de Laurent Wauquiez.
- les Réformateurs d'Hervé Novelli.
- Club Nouveau siècle (gaullistes sociaux et de gauche).
- L'Union des jeunes pour le progrès de Rudolph Granier.
- Démocrate et populaire (centristes).
- La Diagonale de Brice Hortefeux.
- Convention démocrate (ex-PPDF) d'Hervé de Charette, de 2002 à 2011.
- Debout la République de Nicolas Dupont-Aignan, de 2002 à 2008.
- Nation et progrès, regroupant les élus RPF-IE autour de l'eurodéputée Isabelle Caullery.
- Réforme et modernité de Hervé Mariton.
- Le Cercle de la diversité républicaine.
- Dialogue et initiative, club fondé par Jean-Pierre Raffarin, Michel Barnier et Dominique Perben.
- Club 89, club de réflexion fondé par Michel Aurillac, Nicole Catala et Alain Juppé et présidé par Benoist Apparu.
- Génération France.fr, club fondé par Jean-François Copé.
- Avec le président Chirac, club fondé par Henri Cuq et présidé par Bertrand Landrieu.
- Le Chêne de Michèle Alliot-Marie (néo-gaullisme).
- L'association GayLib quitte l'UMP en janvier 2013, pour protester contre la participation de l'UMP à la manifestation du 13 janvier contre le projet de loi établissant le mariage entre personnes de même sexe[127].

### Partis de l'ex-majorité présidentielle indépendants mais alliés à l'UMP
- Le Nouveau Centre, d’Hervé Morin, qui rejoint l'UDI en septembre 2012.
- Le CNIP, ancien parti-associé de l'UMP, qui rejoint l'UDI en septembre 2012.
- Le MPF de Philippe de Villiers, allié de l'UMP dans la plupart des scrutins locaux, mais pas pour les élections nationales ni pour les européennes.
- CPNT de Frédéric Nihous, idem que le MPF.
- La Gauche moderne (LGM) de Jean-Marie Bockel.

## Organisations politiques internationales auxquelles l'UMP est affiliée
- Union démocrate internationale
- Internationale démocrate centriste
- Parti populaire européen (PPE)
- Jeunes du Parti populaire européen (ou Youth of the European People's Party, Yepp)

### Français de l'étranger
Il existe plusieurs délégations de l'UMP à l'étranger, en Allemagne, en Belgique, aux États-Unis, au Québec ou encore au Maroc.

### Accords internationaux
En octobre 2009, Xavier Bertrand a signé un protocole entre l'UMP et le Parti communiste chinois. Ce protocole a pour vocation de rapprocher les deux partis au pouvoir dans leur pays respectif et ainsi d'améliorer les relations entre la France et la Chine. En novembre 2010, Xavier Bertrand a proposé à Gilles Duceppe, alors premier secrétaire du Bloc québécois, l'officialisation des relations entre l'UMP et le Bloc, parti québécois qui défend les intérêts spécifiques des francophones sur la scène politique canadienne.

#### Ouvrages et articles scientifiques
- Florence Haegel, Les droites en fusion: transformations de l’UMP, Paris, Presses de la fondation nationale de sciences politiques, 2012, 339 p.
- Perrineau P. et C. Ysmal (dir.), Le vote de tous les refus: les élections présidentielle et législatives 2002, Paris, Presses de la fondation nationale des sciences politiques, 2003, 444 p.
- Anne-Sophie Petitfils, « La « seconde » fondation de l’UMP : techniques de recrutement et sociologie des nouveaux adhérents », Mouvements, 2007, vol. 52, nᵒ 4, p. 57.
- Florence Haegel et Gérard Grunberg, La France vers le bipartisme ?: La présidentialisation du PS et de l’UMP, Presses de Sciences Po, 2007.
- Pierre Martin, « La gauche, la droite et les élections municipales », Commentaire, 2014, Numéro 146, nᵒ 2, p. 357.
- Anne-Sophie Petitfils, « Les stratégies de dépolitisation de députés-candidats de l’UMP aux élections municipales de 2008 dans la métropole lilloise », Savoir/Agir, 2013, vol. 25, nᵒ 3, p. 47.
- Lucie Bargel et Anne-Sophie Petitfils, « « Militants et populaires ! » une organisation de jeunesse sarkozyste en campagne: L’activation périodique d’une offre organisationnelle de militantisme et ses appropriations pratiques et symboliques », Revue française de science politique, 2009, vol. 59, nᵒ 1, p. 51.
- Florence Haegel, « La mobilisation partisane de droite: Les logiques organisationnelles et sociales d’adhésion à l’UMP », Revue française de science politique, 2009, vol. 59, nᵒ 1, p. 7.
- Laurent de Boissieu, « Droite, année triple zéro », Le Débat, 2013, vol. 176, nᵒ 4, p. 26.
- Guillaume Tabard, La malédiction de la droite, Éditions Perrin, 2019.
- Pascal Drouhaud, « L’UMP et les relations internationales », Revue internationale et stratégique, 2004, vol. 55, nᵒ 3, p. 11.
- Florence Haegel, « L’UMP: Bilan d’une transformation », Commentaire, 2013, Numéro 143, nᵒ 3, p. 555.
- Yves Surel et Jacques de Maillard, Politiques publiques 3: Les politiques publiques sous Sarkozy, Presses de Sciences Po, 2012.
- Christian Bidégaray, « Quels présidents pour les régions ? Les effets pervers des modes de scrutin », Revue française de science politique, 2004, vol. 54, nᵒ 4, p. 595.
- Pierre Martin, « Législatives de 2007: Un nouveau « moment de rupture » ? », Commentaire, 2007, Numéro119, nᵒ 3, p. 731.
- Laurent Olivier, « Ambiguïtés de la démocratisation partisane en France (PS, RPR, UMP) », Revue française de science politique, 2003, vol. 53, nᵒ 5, p. 761.
- Rémi Lefebvre, « Du PS à l’UMP: De quoi les primaires sont-elles le nom ? », Savoir/Agir, 2015, vol. 32, nᵒ 2, p. 21.
- Les Droites en France de 1815 à nos jours. Continuité et diversité d'une tradition politique, René Rémond, Éditions Aubier-Montaigne, Paris, 1954, rééditions en 1963 (La Droite en France de la première Restauration à la Ve République), 1968 et 1982,  (ISBN 2-7007-0260-3)
- Les Droites aujourd'hui, René Rémond, Éditions Louis Audibert, Paris, 2005,  (ISBN 978-2-84749-050-3)
- Jérôme Pozzi, Les Mouvements gaullistes. Partis, associations et réseaux, Rennes, Presses universitaires de Rennes, 2011.
- Jean-François Sirinelli, Histoire des droites en France (direction), nouvelle édition, Éditions Gallimard, coll. « Tel »  (ISSN 0339-8560) no 342-344, Paris, 2006 (1re éd. 1993), 3 vol. : t. 1 Politique  (ISBN 2070781860) ; t. 2 Cultures  (ISBN 2070781879) ; t. 3 Sensibilités  (ISBN 2070781887)
- Gilles Richard, Histoire des droites en France : de 1815 à nos jours, Paris, Perrin, 2017, 634 p. (ISBN 978-2-262-03468-9, présentation en ligne).
- Haegel Florence. Faire l'Union : la refondation des partis de droite après les élections de 2002. In: Revue française de science politique, 52e année, no 5-6, 2002. p. 561-576.
- Anne-Sophie Petitfils, « La « seconde » fondation de l’UMP : techniques de recrutement et sociologie des nouveaux adhérents », Mouvements, 2007, vol. 52, nᵒ 4, p. 57.
- Lachaise B. (dir.), Nouveaux regards sur le gaullisme et les gaullistes, Paris, Presses de Sciences Po, 2012, 221 p.
- Jérôme Pozzi, Les mouvements gaullistes : partis, associations et réseaux, 1958-1976, Rennes, Presses universitaires de Rennes, coll. « Histoire », 2011, 390 p. (ISBN 978-2-7535-1469-0, présentation en ligne), [présentation en ligne], [présentation en ligne], [présentation en ligne].

#### Ouvrages journalistiques
- UMP, ton univers impitoyable, Neila Latrous et Jean-Baptiste Marteau, Flammarion 18 janvier 2012
- Le coup monté, Carole Barjon et Bruno Jeudy, Plon, 28 mars 2013, 216 p,  (ISBN 2-259-22129-7)